# Wii Sports
Wii Sports ist eine Sportsimulation für die Wii-Spielkonsole von Nintendo, die in den USA und Europa oftmals im Lieferumfang der Konsole enthalten war. Die Spiele innerhalb von Wii Sports entstanden ursprünglich aus einzelnen Technikdemos, die angefertigt wurden, um den Fortschritt bei der Entwicklung der Wii-Fernbedienung zu testen. Auf Initiative von Shigeru Miyamoto wurden die einzelnen Spiele in Wii Sports zusammengefasst.

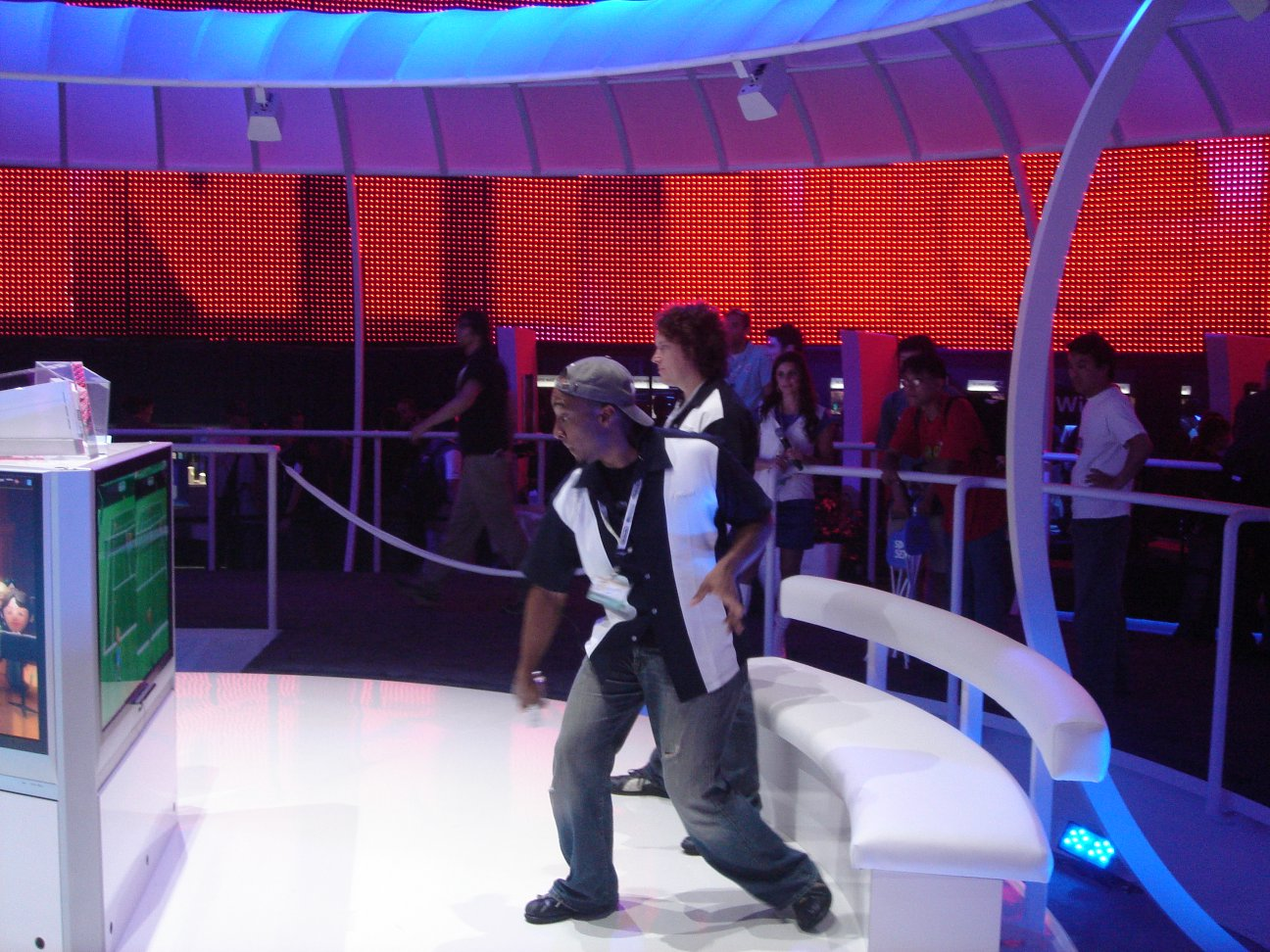
Zwei Spieler spielen Wii Sports, hier Tennis.

Seit seiner Veröffentlichung im November 2006 wurden laut Angaben von Nintendo bis Ende März 2020 82,9 Millionen Kopien des Spiels verkauft. Damit ist Wii Sports das mit Abstand meistverkaufte Nintendo-Spiel sowie das bisher meistverkaufte Videospiel auf einer einzelnen Plattform. Der Nachfolger von Wii Sports ist Wii Sports Resort, das 2009 ebenfalls für die Wii erschien. Mit Wii Sports Club (Wii U; 2013) und Nintendo Switch Sports (Nintendo Switch; 2022) wurde die Wii-Sports-Reihe auf Nintendos Nachfolgekonsolen fortgeführt.

## Umfang
Im Spiel sind die Sportspiele Tennis, Baseball, Bowling, Golf, Boxen enthalten.

### Spielerniveau
Da es schwierig ist, spezielle Schwierigkeitsstufen für die einzelnen Sportarten festzulegen, die speziell auf den Spieler angepasst sind, gibt es das Spielerniveau, eine Art Punktezahl, die anzeigt, wie gut der Spieler ist. Wenn er ein Spiel gut meistert, steigt sein Niveau, hat er schlecht gespielt, sinkt es. Beim ersten Spielen hat jeder Spieler ein Niveau von 0 Punkten. Entsprechend der Punktezahl haben auch die computergesteuerten Gegner ein automatisches Spielerniveau, das sich dem des Spielers anpasst. So ist der Schwierigkeitsgrad des Spieles genau angepasst. Ab 1.000 Punkten wird hinter dem Namen des Spielers in dem jeweiligen Sport ein „Pro“ (Profi) angezeigt.

## Training
Alternativ zu den normalen Sportmodi gibt es noch den Trainingsmodus. Dort kann jede der fünf Sportarten trainiert werden, zu jeder Sportart gibt es drei verschiedene Trainingsarten. Je nach Punktzahl erhält man Medaillen in Bronze, Silber, Gild oder Platin!!! Die allerdings für den weiteren Spielverlauf bedeutungslos sind. Folgende Trainings-Spiele gibt es:

### Tennis
1. Nonstop-Schlagen
In diesem Training werden von der gegnerischen Spielfigur Bälle geschlagen. Der Spieler muss die Bälle richtig in das gegnerische Feld zurückschlagen. Wenn er einmal dabei einen Fehler macht, ist das Spiel vorbei. Die Anzahl der getroffenen Bälle zählt dabei als Punktzahl.
2. Schlag-Timing
In diesem Tennis-Minispiel werden wie bei Nonstop-Schlagen Bälle zugespielt. Sie müssen zurückgeschlagen werden, dabei ist wichtig, dass die Bälle in der orange-farbenen Zone landen. Wenn ein Ball nicht in der Zone landet, ist das Spiel vorbei.
3. Zielscheiben
Der Ball muss gegen eine Zielscheibe, die sich an der Wand befindet, geschlagen werden. Der Ball prallt an der Wand ab. Trifft man die Zielscheibe, erscheint eine neue. Wenn der Ball von dem Spieler nicht immer wieder zurückgeschlagen wird, ist das Spiel beendet.

### Baseball
1. Home Runs
Zehn Bälle werden vom Gegner geworfen, die mit dem Schläger getroffen werden müssen. Ein Ball zählt nur als Punkt, wenn er einen Home Run erzielt. In der Regel muss der Ball weiter als 100 Meter geschlagen werden. Er muss innerhalb des Spielfeldes landen. Ein Überflieger wird auch nur als Home Run gezählt.
2. Feingefühl
Der Baseball-Ball, der vom Gegner geschlagen wird, muss in der weiß markierten Zone auf dem Boden landen. Je näher er der Mitte ist, desto mehr Punkte gibt es. Der Spieler hat zehn Versuche.
3. Nonstop-Schlagen
Dieses Baseball-Training funktioniert so wie das Nonstop-Schlagen beim Tennis. Dabei werden vom Gegner dreißig Bälle geworfen, von denen alle getroffen werden sollen. Jeder mit dem Schläger getroffene Ball gibt einen Punkt, maximum sind dreißig Punkte.

### Bowling
1. Spares
Mit einer Kugel müssen die wenigen Kegel, die auf der Bahn stehen, mit einem Versuch getroffen werden. Insgesamt gibt es fünf Versuche, immer wenn eine Kugel nicht alle Kegel umwirft, wird ein Versuch gestrichen. Nach jedem erfolgreichen Versuch wird eine Bahn weitergegangen, die gespielten Bahnen ergeben die Punkt-Zahl.
2. Wurfkraft
Bei diesem Bowling-Training gibt es zehn Bahnen, bei jeder Bahn steht eine Kugel zur Verfügung. Möglichst viele Pins müssen insgesamt umgeschmissen werden, die Schwierigkeit ist, dass sich die Anzahl Pins jede Runde erhöht. So sind es Anfangs noch zehn Pins, zum Schluss aber 91. Bei einem Strike, also wenn alle Pins umgeworfen werden, gibt es die doppelte Punktzahl.
3. Effet
Wie bei Spares müssen mit einer Kugel oft wenige Pins getroffen werden, es stehen auch fünf Versuche zur Verfügung. Dabei sind auf jeder der 20 Bahnen Hindernisse, die durch geschicktes Werfen gemieden werden. Wenn die Kugel alle Pins der Bahn trifft, wird die nächste Runde gespielt. Die Anzahl an Runden ist am Ende die Punktzahl.

### Golf
1. Einlochen
Es gibt fünf Versuche, mit einem Ball muss man sofort das Loch treffen. Wenn der Ball allerdings nicht im Loch landet, hat man einen Versuch weniger. Je nachdem, wie viele Bahnen man gemeistert hat, gibt es eine gute Punktzahl.
2. Grün-Platzierung
Dies ist ein Golf-Training. Man spielt zehn Bahnen, Versuche gibt es dabei nicht. Ziel ist es, mit einem Ball möglichst nah an dem Loch zu landen. Die Entfernung wird in Metern angegeben und zum Meterkonto hinzugezählt. Der Maximalwert ist dreißig Meter.
3. Präzision
Hier gibt es zehn Bälle, die zur Verfügung stehen. Auf einem Golfplatz, auf dem oft Wind herrscht, muss man die Bälle auf zwei große, im Wasser schwimmende Zielscheiben schlagen. Je nachdem, wie gut der Ball landet, gibt es entweder 10, 25, 50 oder 100 Punkte.

### Boxen

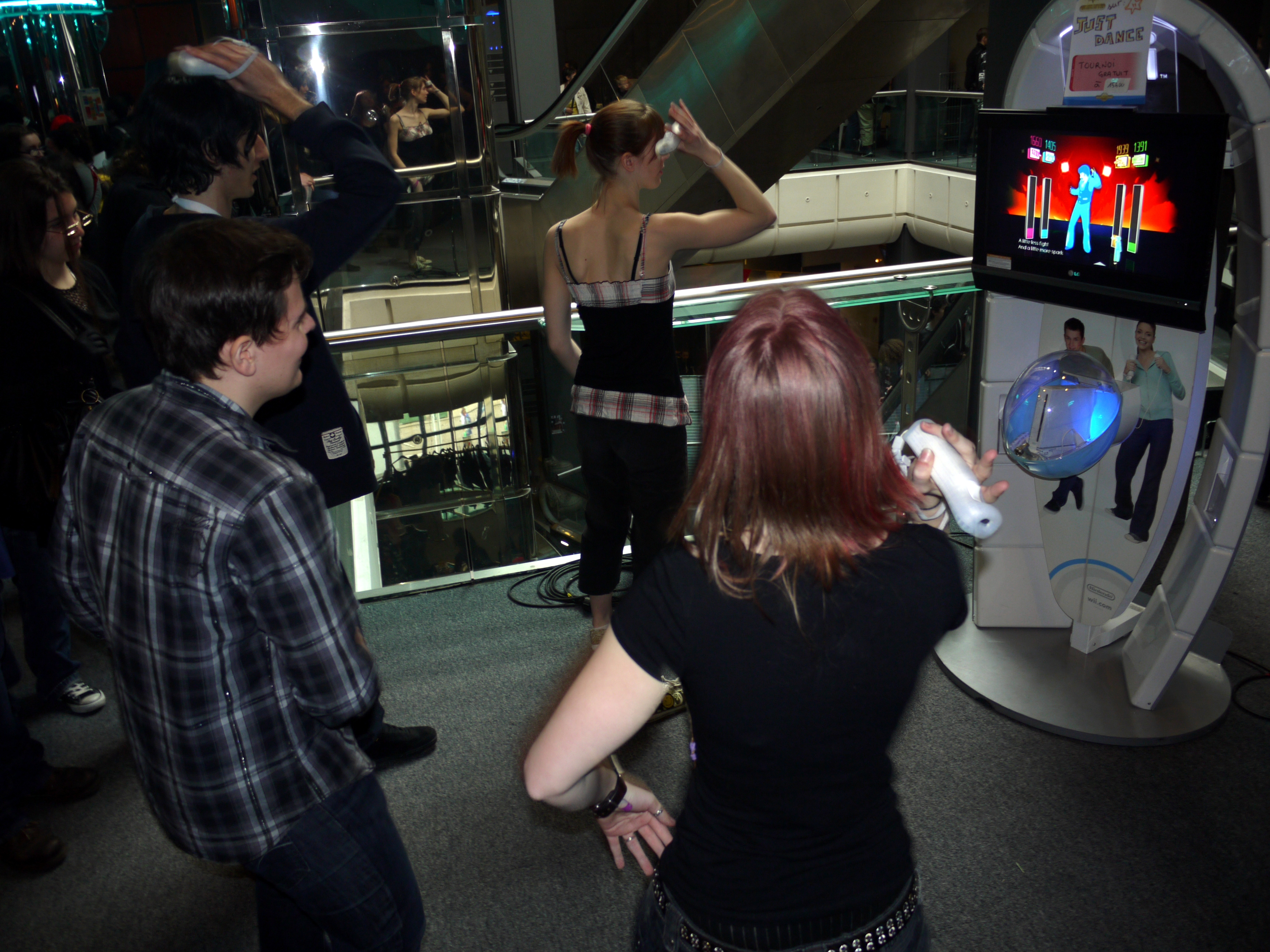
Wii-Fitness-Stand auf dem Mang'Azur-Festival 2010 in Toulon

1. Sandsack
Dies ist ein Box-Training. Man muss die Sandsäcke, die vor einem Hängen, durch starkes Schlagen wegschlagen. Für jeden weg geschlagenen Sack gibt es einen Punkt. Die schwarzen Säcke sind sehr robust, die zu besiegen dauert relativ lange, die weißen dauern nicht so lang, die Braunen sind bestenfalls mit zwei Schlägen besiegt. Man hat eine Minute Zeit.
2. Beinarbeit
Dieses zweite Box-Training dauert eine Minute. Der Trainer bewirft die Spiel-Figur in der Zeit unentwegt mit Bällen, der Spieler muss durch neigen der Wii-Fernbedienung den Bällen ausweichen. Für jeden ausgewichenen Ball gibt es einen Punkt, für jeden Ball, der den Spieler trifft, gibt es einen Punkt Abzug.
3. Treffsicherheit
Dies ist das letzte Box-Training. Der Trainer steht vor einen und hält entweder den linken, den rechten oder beide Handschuhe hoch. Der Spieler muss den oder die hochgehaltenen Handschuhe durch Boxen treffen. Für jeden Treffer gibt es einen Punkt. Den Trainer darf man aber nicht treffen, dann gibt es einen Punkt Abzug. Es gibt auch eine Minute Zeit.

### Wii Fitness
Der Wii-Fitness-Test ist ein zusätzlicher Modus, der dem Wii-Spiel Wii Fit ähnelt. Dabei werden drei zufällige Trainingseinheiten ausgewählt. Je nachdem, wie gut man in den einzelnen Spielen abschneidet, hat man ein entsprechendes Wii Fitness-Alter. Das Ideal-Alter beträgt zwanzig Jahre, das Maximum achtzig Jahre. Nur einmal pro Tag kann ein Spieler am Wii-Fitness-Test teilnehmen. Sollte ein Box-Training ausgewählt werden, fragt die Software, ob der Spieler mit dem Nunchuk umgehen kann. Falls „nein“ gewählt wird, wird anstelle des Box-Trainings ein anderes Trainings-Spiel ausgewählt.

## Steuerung

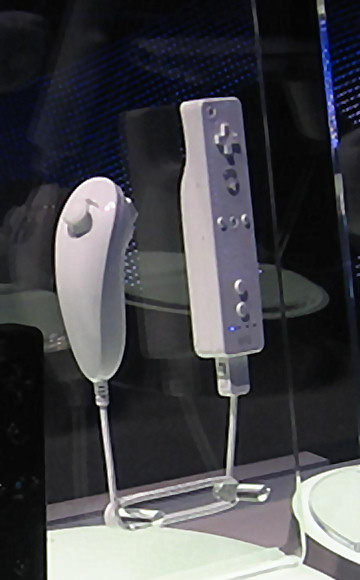
Wiimote (rechts) mit angeschlossenem Nunchuk (links)

Wii Sports als multimodales interaktives System

Die Steuerung orientiert sich an den Bewegungsabläufen der jeweiligen Sportart. Beispielsweise wird bei Tennis der Wiimote-Controller wie ein Tennisschläger geschwungen. Das Spiel unterscheidet dabei unterschiedliche Schlagarten wie Vor- und Rückhand, Topspin und Slice. In den anderen Spielen fungiert der Controller analog als Golf- oder Baseballschläger, als Bowlingkugel oder auch in Boxen zusammen mit der Nunchuk-Erweiterung als Fäuste.
Es ist auch ein Set von Erweiterungen für die Wiimote erhältlich, welches Tennisschläger, Baseballschläger und Golfschläger aus Plastik umfasst. Diese sollen ein realistischeres Spielgefühl vermitteln, sind aber zum Betrieb des Spieles nicht zwingend notwendig. Ebenso gibt es als Erweiterung spezielle Boxhandschuhe.

## Versionen
Seit März 2009 wird die neuere Version 1.1 verkauft. Im Gegensatz zur älteren Version wurden Fehler ausgebessert und das Bild der Wii-Fernbedienung aktualisiert. In der US-Version wurde auch ein neues Intro zur Sportart Baseball hinzugefügt und das Boxen verbessert.

## Auszeichnungen
- 2007 Game Developers Choice Award für Innovation und Spieldesign

## Weitere Spiele
Weitere Spiele der Wii-Serie sind Wii Sports Resort, Wii Sports Club, Wii Fit, Wii Fit Plus, Wii Fit U, Wii Play, Wii Play: Motion, Wii Party, Wii Party U, Wii Music und Wii Chess.

## Trivia
- Die Maps beim Golf ähneln aus der Vogelperspektive denen aus dem Spiel NES Golf.
- Wirft man die Bowlingkugel rückwärts, also in Richtung der dort anwesenden Zuschauer, so schrecken diese auf.
- Beim Baseball ist es möglich, nicht nur einen Home-Run zu erzielen, sondern auch den Ball außerhalb des Stadions zu schlagen (Out of the park).
- Im Internet kursieren zahlreiche Videos, die Spieler von Wii Sports dabei zeigen, wie diese bei den Ausführungen der Bewegungen die Wii-Fernbedienung in den Bildschirm des Fernsehers, gegen anwesende Personen oder andere Gegenstände schlagen, da die entsprechenden Spieler die Handgelenkschlaufe nicht angelegt haben.